# Alan Mineiro
Alan Cássio da Cruz, meglio noto come Alan Mineiro (Três Corações, 29 settembre 1987), è un calciatore brasiliano, centrocampista svincolato.

## Carriera

### Club
Ha giocato nella massima serie dei campionati giapponese e brasiliano (rispettivamente 22 ed 11 presenze) ed in quella paraguaiana (con il Guaraní); ha inoltre giocato anche in vari club della seconda divisione brasiliana.

## Palmarès

### Club

#### Competizioni statali
- Copa Paulista: 1

Paulista: 2011

#### Competizioni nazionali
- Campeonato Brasileiro Série B: 1

Fortaleza: 2018
- Campeonato Brasileiro Série C: 1

Vila Nova: 2020